# 潞子婴儿
潞子婴儿（?—?），简称潞子，春秋时期赤狄潞氏的国君。
他和晋国联姻，娶晋景公的姐姐伯姬为夫人。北狄以赤狄的潞氏为首，联合白狄和长狄，侵扰晋国、鲁国、卫国等诸侯国。建都曲梁（今河北省鸡泽县）。各狄族部落不堪役使，有脱离之心。前598年，在晋国的挑拨下，北狄分裂，白狄和长狄摆脱的赤狄控制。随后赤狄内讧，酆舒杀死夫人伯姬，刺伤潞子婴儿的眼睛。前594年，晋景公派荀林父率军在曲梁打败赤狄。酆舒逃到卫国，后被晋国所杀，潞子婴儿也被晋国俘虏，潞氏灭亡，赤狄瓦解。